# Johannes Hentschel
Johannes Hentschel (10 mai 1908 – 27 avril 1982) est un électromécanicien allemand chargé de l'alimentation électrique des appartements d'Adolf Hitler dans la Chancellerie du Reich (Reichskanzlei).
Né à Berlin, Hentschel est embauché par le parti nazi le 4 juillet 1934. Pendant les derniers jours du Troisième Reich, responsable des générateurs du Führerbunker, il est le dernier à le quitter, en raison des besoins en électricité de l'hôpital militaire installé dans la Chancellerie.
Capturé par des troupes de l'Armée rouge déployées dans le bunker quasi-abandonné, il est relâché quatre ans plus tard, le 4 avril 1949.
Il meurt à Achern en 1982.